# Highland (Oregon)
Highland az Amerikai Egyesült Államok Oregon államának Clackamas megyéjében elhelyezkedő önkormányzat nélküli település.
A posta 1870 és 1904 között működött.